# Thomas Percy, VII conte di Northumberland
Thomas Percy (1528 – York, 22 agosto 1572) fu il settimo conte di Northumberland. Guidò la Rivolta dei papisti a causa della quale venne condannato a morte. In seguito venne beatificato dalla Chiesa cattolica.

## Giovinezza
Era il figlio maggiore di Thomas Percy e di Eleanor Harbottal, figlia di Sir Guiscard Harbottal. Suo nonno paterno era Henry Algernon Percy, V conte di Northumberland, il quale aveva avuto una relazione con Anna Bolena prima che divenisse amante di Enrico VIII d'Inghilterra. A otto anni rimase orfano del padre, che era stato condannato a morte per aver preso parte al Pellegrinaggio di Grazia. Thomas e suo fratello Henry vennero poi tolti dalla custodia della madre e affidati a Sir Thomas Tempest.
Nel 1549, divenuto maggiorenne, un atto del parlamento ridiede a Thomas i suoi diritti ereditari. Venne fatto cavaliere e tre anni dopo, sotto il regno di Maria I d'Inghilterra, riebbe di fatto i propri onori e proprietà. Divenuto governatore del castello di Prudhoe, assediò e prese il castello di Scarborough, di cui si erano impadroniti i ribelli nel 1557.
Come ricompensa ottenne il titolo di conte di Northumberland, barone di Percy, Poynings, Lucy, Bryan, e Fitzpane. Prese residenza a Whitehall e ottenne la nomina a Sovrintendente Generale delle Marche, in virtù della quale combatté e sconfisse la Scozia.
Nel 1558 sposò Anne Somerset, figlia di Henry Somerset, II conte di Worcester dalla quale ebbe cinque figli:
- Thomas Percy (1559-1560), Barone di Percy;
- Elizabeth Percy, che sposò Richard Woodroffe di Woolley, figlio di Francis Woodroffe;
- Joan Percy, che sposò Lord Henry Seymour, figlio di Edward Seymour, I duca di Somerset e di Anne Stanhope;
- Lucy Percy, che sposò Edward Stanley di Tong Castle, figlio di Sir Thomas Stanley e Margaret Vernon;
- Mary Percy (11 giugno 1570 - 1643), che divenne suora e fondò l'ordine delle dame benedettine a Bruxelles.

## La vita sotto il regno di Elisabetta I
Quando la protestante Elisabetta I d'Inghilterra subentrò sul trono alla cattolica Maria I, Percy rimase nel nord mentre il parlamento approvava le prime misure anti-cattoliche.
La regina continuò a mostrare il suo favore verso il conte e nel 1563 lo creò cavaliere dell'ordine della giarrettiera. Egli tuttavia si dimise dall'incarico di sovrintendente e andò a vivere nel sud. La sistematica persecuzione dei cattolici rese la loro posizione più difficile e nell'autunno del 1569 la popolazione cattolica del nord, istigata dalle voci sulla scomunica papale nei confronti di Elisabetta, pianificò di liberare Maria Stuarda e metterla sul trono inglese. Percy ed Charles Neville, VI conte di Westmorland scrissero al papa per chiedere consiglio, ma prima che la loro lettera giungesse a Roma le circostanze li fecero entrare in azione contro le loro migliori valutazioni. Dopo il fallimento della Rivolta dei papisti, Thomas fuggì in Scozia dove venne catturato da James Douglas, IV conte di Morton, uno dei nobili scozzesi più potenti. Dopo tre anni, venne venduto al governo inglese per 2,000 sterline. Venne condotto a York e lì condannato a morte, dopo aver rifiutato di abbandonare la religione cattolica. Sua moglie venne risparmiata dalla condanna, così come le loro quattro figli sopravvissute. La contea passò a suo fratello Henry.

## Culto
Alcuni secoli dopo, venne beatificato da Leone XIII il 13 maggio 1895. La sua memoria cade il 22 agosto; viene ricordato il 14 novembre nella diocesi di Hexham e Newcastle.